# Simon Jolin-Barrette
Pour les articles homonymes, voir Jolin et Barette.
Simon Jolin-Barrette (parfois désigné par ses initiales SJB,), né en 1987, est un avocat et un homme politique québécois.
Il est le député de la circonscription de Borduas à l'Assemblée nationale du Québec pour la Coalition avenir Québec depuis les élections de 2014. Depuis 2020, il est ministre de la Justice du Québec.
Il occupe également les postes de ministre de la Langue française, ministre de la Laïcité et de la Réforme parlementaire, ministre de l'Accès à l'information et de la Protection des renseignements personnels, et ministre responsable de la région de la Montérégie. Il est aussi leader parlementaire du gouvernement. D'octobre 2018 à juin 2020, il est ministre de l'Immigration, de la Francisation et de l'Intégration pendant la 42e législature du Québec. Le 28 janvier 2025, il se voit confier également le poste de ministre responsable des Relations canadiennes.

## Biographie
Simon Jolin-Barette a grandi dans la municipalité de Mont-Saint-Hilaire où il obtient son diplôme d'études collégiales du Cégep Édouard-Montpetit. Il poursuit ensuite des études de droit à l'Université de Sherbrooke. En 2009, il obtient un baccalauréat, puis un diplôme de deuxième cycle en common law et droit transnational. Il est admis au Barreau du Québec en 2010,. En 2011, il obtient une maitrise en droit constitutionnel de la même université. Son essai de maitrise porte sur une analyse comparative de droit constitutionnel et a pour titre La réforme du Sénat canadien ; une étude de droit comparé avec le Sénat australien. Dans cet essai, il traitait du projet de loi sur la réforme du Sénat canadien, ou Projet de Loi C-7, plus particulièrement, de la faisabilité constitutionnelle de modifier la durée du mandat des sénateurs canadiens ainsi que la méthode de nomination de ceux-ci.
Après le droit, ses études s'orientent vers l'administration publique : il décroche un diplôme d'études supérieures spécialisées en administration publique, puis une seconde maitrise à l'École nationale d'administration publique (ENAP), au cours de laquelle il se spécialise en gestion publique.
Avant de se lancer en politique, il travaille au service des affaires juridiques de la Ville de Montréal,.
Il est l’auteur de l’essai J’ai confiance : Réflexions (sans cynisme) d’un jeune politicien, publié en 2018. Dans son ouvrage, il raconte son expérience à l’Assemblée nationale, sa vision de la politique et pour l'avenir du Québec.

## Parcours politique

### Débuts
Simon Jolin-Barrette fait partie d'une cohorte de 40 jeunes professionnels qui ont rejoint la Coalition avenir Québec lors de sa création en 2011. Il est candidat dans la circonscription de Marie-Victorin lors des élections générales de 2012 et termine deuxième derrière le candidat péquiste Bernard Drainville.

### Député de Borduas

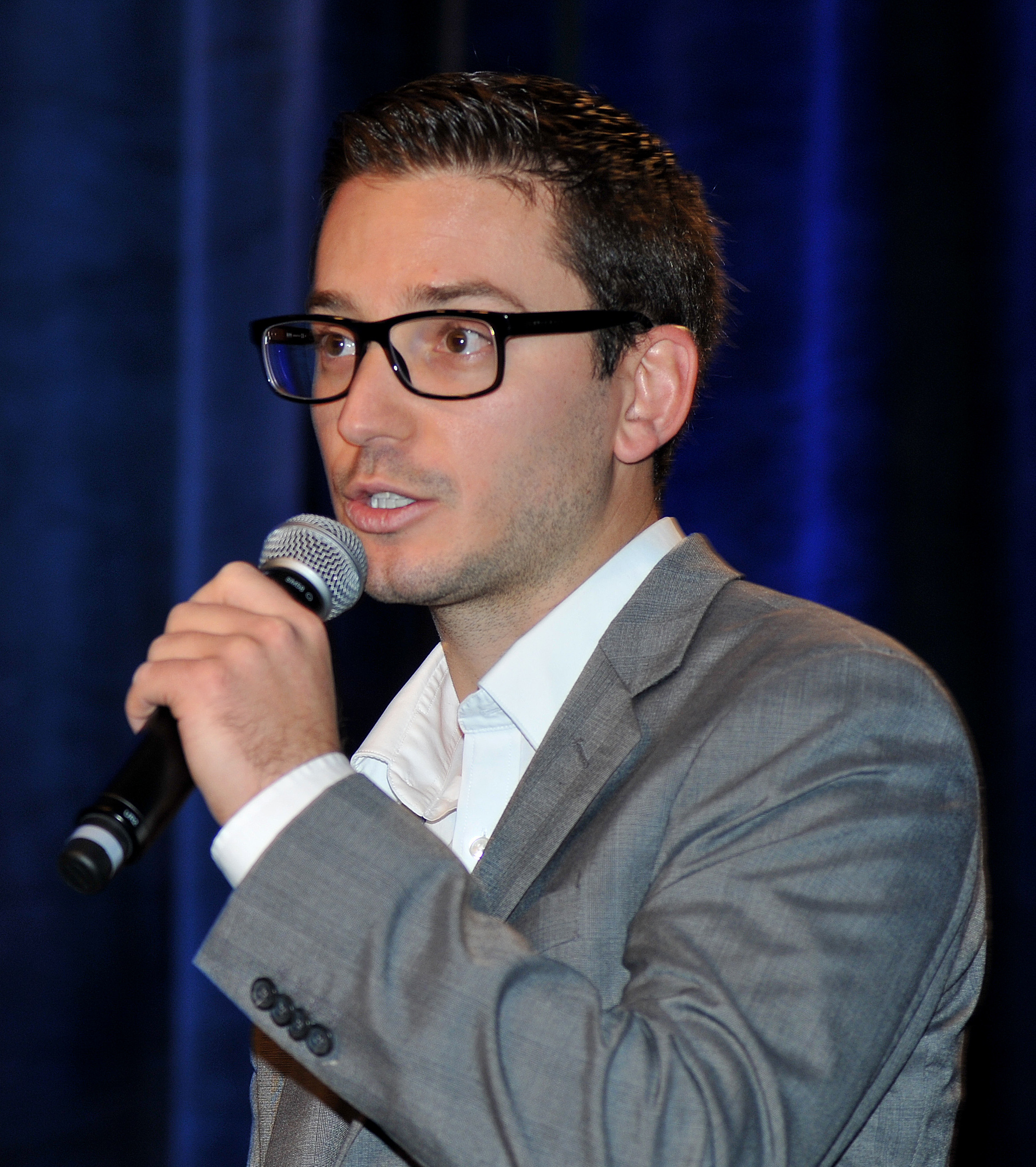
Simon Jolin-Barrette en novembre 2015.

Pendant les élections générales québécoises de 2014, alors qu'il poursuit des études doctorales en droit à l'Université de Montréal, il est élu pour la première fois dans la circonscription de Borduas, dans la MRC de La-Vallée-du-Richelieu, au nord-est de la Montérégie, dont il est originaire. Il remporte de peu cette circonscription avec une avance de 99 voix seulement sur le député sortant Pierre Duchesne. Jolin-Barrette met ainsi fin à vingt ans d'hégémonie péquiste dans la circonscription, soit depuis sa genèse de 1994 jusqu'en 2014. Il commence son parcours à l'Assemblée nationale du Québec, en étant nommé par François Legault comme porte-parole du deuxième groupe d'opposition en matière d'immigration. On lui confie également l'environnement, le développement durable, la faune et les parcs, deux postes de porte-paroles qu'il occupe jusqu'en septembre 2015. De septembre 2015 à août 2018, il devient alors porte-parole du deuxième groupe d'opposition en matière d'accès à l'information et en matière de justice, jusqu'à la dissolution du gouvernement libéral de Philippe Couillard. En décembre 2016, d'après une initiative de La Presse, les députés de l'Assemblée nationale sacrent Jolin-Barrette Parlementaire de l'année, ex aequo avec Gaétan Barrette, en plus de le nommer comme Vedette montante de l'Assemblée nationale. De 2017 à 2018, Jolin-Barrette devient le porte-parole du deuxième groupe d'opposition en matière d'affaires intergouvernementales canadiennes et reçoit la responsabilité de traiter de la réforme des institutions démocratiques.

### La CAQ au pouvoir

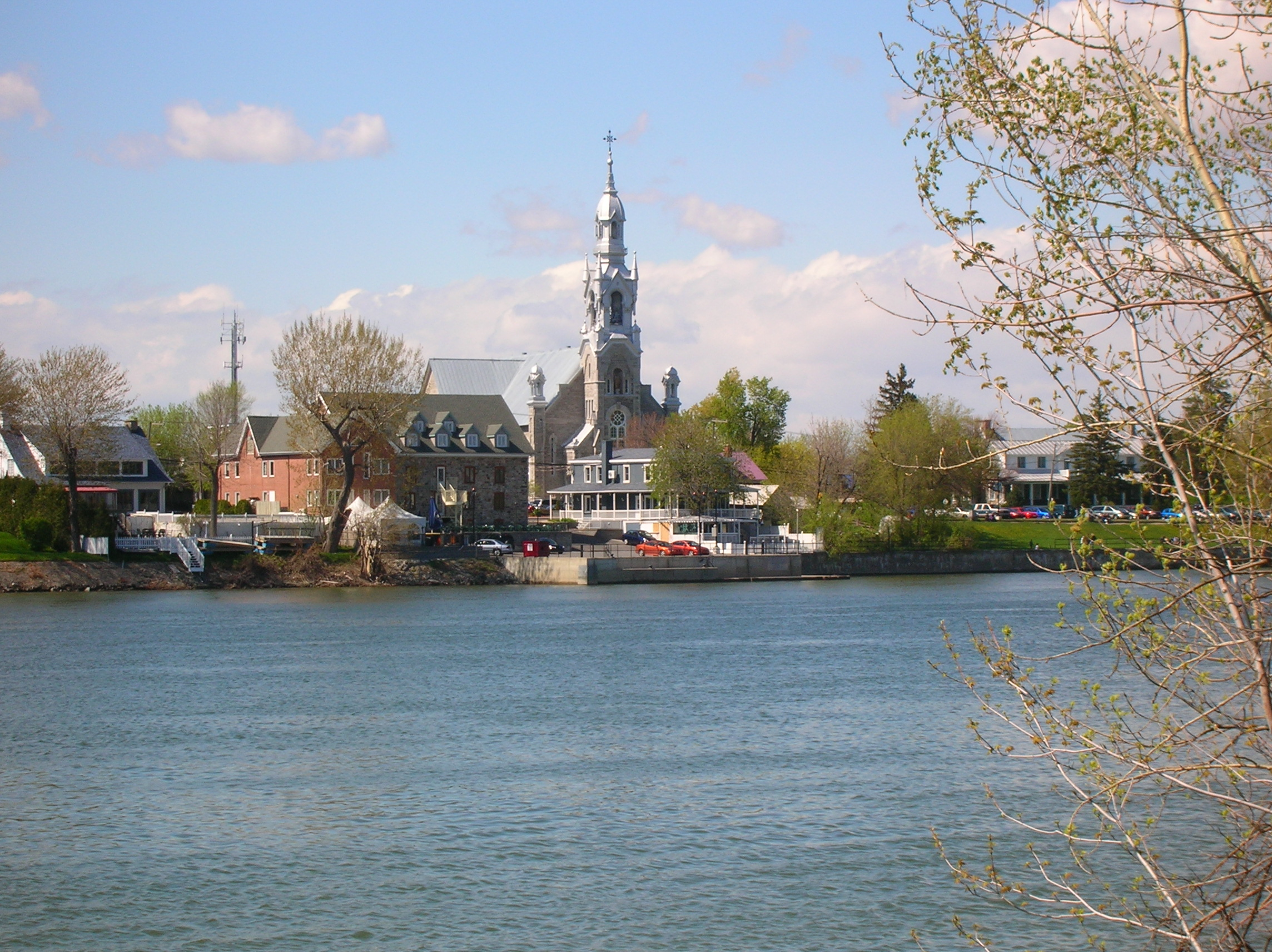
Belœil est la ville la plus populeuse de la circonscription de Borduas et lieu où se trouve le bureau de circonscription du député de Borduas.

Lors des élections générales québécoises de 2018, il est réélu avec plus de 11 500 votes de majorité pour un deuxième mandat. Cette élection marque la première prise de pouvoir de la Coalition avenir Québec, et, pour une première fois depuis les élections générales de 1966, que la province est dirigée ni par le Parti libéral du Québec, ni par le Parti québécois, ces derniers se retrouvant respectivement à l'opposition officielle et au deuxième groupe d'opposition. De son côté, Québec solidaire complète la députation en tant que troisième groupe d'opposition avec dix députés. Co-porte-parole de la transition du nouveau gouvernement caquiste, et leader parlementaire du gouvernement, le premier ministre François Legault nomme le député Jolin-Barrette ministre de l'Immigration, de la Francisation et de l'Intégration (connu sous le nom de ministère de l'Immigration, de la Diversité et de l'Inclusion pendant la 41e législature du Québec). Jolin-Barrette se voit confier la tâche d'amener à terme plusieurs promesses phares de son parti politique, notamment la Loi sur la laïcité de l'État, ou Loi 21, populaire auprès des électeurs de la CAQ et de la population québécoise en général, ainsi que la réforme du système d'immigration québécois. Déjà en novembre 2014, lors de ses premières interventions à l'Assemblée nationale, Jolin-Barrette annonçait qu'il était favorable à « rapatrier du gouvernement fédéral tous les pouvoirs en matière d'immigration », surtout en matière de sélection des immigrants.
Pendant un remaniement ministériel en septembre 2019, il devient le ministre de la Laïcité et de la Réforme parlementaire, ministre de la Langue française et ministre de l'Immigration, de la Francisation et de l'Intégration, tout en conservant son rôle de leader parlementaire du gouvernement. Hugo Pilon-Larose, correspondant parlementaire à l'Assemblée nationale pour La Presse, qualifie à ce sujet Jolin-Barrette d'« Omniministre » et de « ministre aux airs de premier de classe ». Il a d’ailleurs souvent été véhiculé dans les médias traditionnels et satiriques des caricatures,,, dépeignant Jolin-Barrette comme froid, insensible ou déconnecté et le comparant à un androïde, une machine ou un robot,,. L'émission de variétés hebdomadaire Infoman, lors de son spécial de fin d'année 2019, a surenchéri sur cette thématique et le premier ministre Legault a déclaré à la rigolade, en entrevue avec Jean-René Dufort, que Jolin-Barrette « est un robot un peu brisé », « à réparer », et « qu'on travaille pour que Simon ait un peu d'émotions »,. En entrevue à l'émission Les Francs-tireurs, Jolin-Barrette s'est défendu contre ces épithètes, y préférant le terme « cérébral ». Le 14 novembre 2019, le gouvernement de la CAQ a rapporté aux médias que Jolin-Barrette s'était fait voler des « documents de travail » dans sa voiture de fonction dont les portières n'avaient pas été verrouillées,. En mai 2020, une douzaine de sources ont rapporté à Romain Schué de Radio-Canada que « les tensions sont vives entre Simon Jolin-Barrette et les fonctionnaires de son ministère », qu'il y a « une guerre ouverte entre le cabinet du ministre et la machine [gouvernementale] » et que les relations « sont froides », ces évènements découlant des insuccès de la réforme du Programme d'expérience québécoise.
Le 22 juin 2020, François Legault procède à un autre remaniement ministériel. Cette fois, Jolin-Barrette se voit confier le ministère de la Justice. Il devient par le fait même le plus jeune ministre de la Justice de l'histoire du Québec, tout en gardant ses fonctions de ministre de la Laïcité et de la Réforme parlementaire, de ministre de la Langue française, et de leader parlementaire du gouvernement. Lors de l'annonce officielle de ce remaniement, François Legault qualifie Jolin-Barrette de « juriste chevronné », « passionné », ayant « mené à terme des dossiers complexes » en plus d'ajouter avec un clin d'œil qu'il « fait partie de la relève des jeunes nationalistes ». Il faut remonter jusqu'à Jean-Marc Fournier du Parti libéral du Québec qui, de 2010 à 2012, occupa aussi la double fonction de procureur général du Québec et de leader parlementaire. Marie-Michèle Sioui, correspondante parlementaire du journal Le Devoir à Québec, écrit à ce sujet que « le choc entre la neutralité et l’esprit de parti imposé par l’un et l’autre de ces rôles avait amené les libéraux à ne plus répéter cette expérience ». Agnès Gruda, éditorialiste à La Presse, note qu'en ce qui concerne le passage de Jolin-Barrette à l'Immigration, elle garde « le souvenir d’un politicien déterminé à brasser les cartes, mais qui dégaine trop vite, sans attacher les fils de ses réformes, sans consulter, sans hésiter à agir rétroactivement et sans mesurer l’impact humain de ses décisions ». Martine Biron de Radio-Canada analyse quant à elle que « l’intransigeance du ministre Jolin-Barrette a souvent mis le gouvernement dans l’embarras et forcé le bureau du premier ministre à lui porter secours », ce qui aurait poussé Legault à lui attribuer un nouveau poste. Le ministère de l'Immigration est revenu à Nadine Girault, qui occupait auparavant la fonction de ministre des Relations internationales et de la Francophonie.
Le 20 août 2020, lors d'un remaniement ministériel mineur, Jolin-Barrette est nommé ministre responsable de la région de la Montérégie et ministre de l'Accès à l'information et de la Protection des renseignements personnels, ce qui porte à six le nombre de postes occupé par le député de Borduas. Le premier ministre François Legault a expliqué sa décision en évoquant le fait que, en raison de la pandémie de Covid-19 et de la possibilité d'une deuxième vague, il voulait que « les ministres qui sont aux premières lignes de cette relance et de la lutte contre le virus puissent se consacrer pleinement à ces défis ». Les fonctions de ministre responsable de la Montérégie et de ministre de l'Accès à l'information et de la Protection des renseignements personnels étaient occupées par Christian Dubé et Sonia LeBel, respectivement.

## Ministre québécois de l'Immigration (2018-2020)

### Loi sur la laïcité de l'État québécois

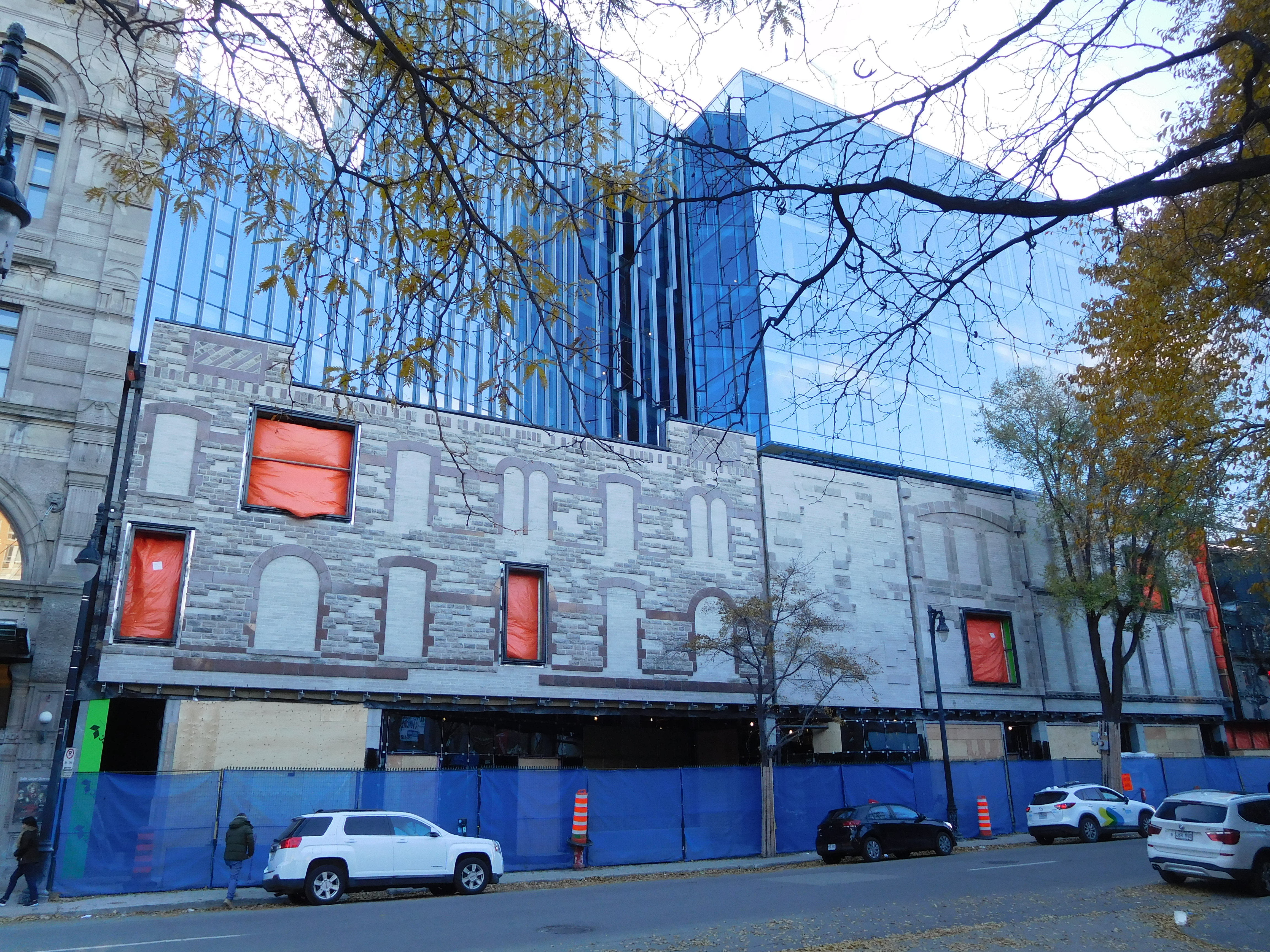
Siège du ministère de l'Immigration, de la Francisation et de l'Intégration, à Montréal.

Le jeudi 28 mars 2019, Simon Jolin-Barrette présente le projet de loi 21 à l'Assemblée nationale du Québec, la Loi sur la laïcité de l'État. En soutien à cette déposition, Jolin-Barrette déclare qu'il s'agit là d'un projet de loi qui fait consensus au sein de la population québécoise et qu'il s'agit d'un véritable geste d'affirmation, inscrivant « pour la toute première fois dans une loi québécoise, le principe de laïcité de l'État ». En somme, le projet de loi peut se comprendre en quatre points généraux, ou principes:  
- affirmer clairement la séparation entre l'État et la religion ;
- déclarer la neutralité religieuse de l'État ;
- promouvoir l'égalité des citoyennes et des citoyens ;
- reconnaitre la liberté de conscience et de religion.

Plus spécifiquement, ce projet de loi vise à interdire aux employés de l'État se retrouvant en position d'autorité, tels les juges, les policiers, les enseignants et les directeurs des écoles primaires et secondaires publiques, de porter des signes religieux dans l'exercice de leurs fonctions. Le projet de loi précise aussi que les services publics devront être donnés à visage découvert, particulièrement lorsque la vérification de l'identité ou la sécurité l'exigera. Un amendement controversé au sein du caucus caquiste est apposé au projet de loi 21, soit celui de la clause de droits acquis, qui voit le premier ministre Legault et le ministre Jolin-Barrette être confrontés au malaise de certains autres députés lors d'une réunion les 30 et 31 janvier à Gatineau. En mars, le premier ministre tranche et la clause de droits acquis, ou clause grand-père, fait son entrée dans le projet de loi, ce qui permettrait aux employés de l'État qui portent déjà des signes religieux visibles de continuer à les arborer sans craindre de perdre leur emploi, à la condition toutefois qu'ils ou elles exercent la même fonction au sein de la même organisation. Sera également ajouté un nouveau principe cohésif à cette loi, comme quoi « toute personne a droit à des institutions parlementaires, gouvernementales et judiciaires laïques ainsi qu'à des services publics laïques ».
Le projet de loi est adopté le 16 juin 2019 à 22 h 30 par 73 voix contre 35, sous bâillon, avec l'appui du troisième groupe d'opposition, le Parti québécois, dirigé par le chef intérimaire Pascal Bérubé. En chambre, Jolin-Barrette affirme qu'il « est légitime pour la nation québécoise de décider de quelle façon la laïcité s'applique sur son territoire et dans ses institutions ». Plusieurs contestations judiciaires sont en cours,,,. La Commission des droits de la personne et des droits de la jeunesse, dont le mandat est institué par la Charte des droits et libertés de la personne, a émis « de sérieuses inquiétudes quant à la façon dont la laïcité y est traduite concrètement », du risque relatif aux droits et libertés de la personne, du danger d'encourager des « perceptions négatives et des préjugés à l’égard des signes religieux », et comment « la cohésion sociale au sein de la société québécoise » en sera grandement affectée. Trois experts (Fernand de Varennes, E. Tendayi Achiume et Ahmed Shaheed) du Conseil des droits de l'homme des Nations unies ont envoyé une lettre au gouvernement québécois et ont fait part que les dispositions prises par la Loi sur la laïcité de l'État sont « susceptibles de porter atteinte à la liberté de conscience et de religion et aux principes d’égalité », ce à quoi le cabinet du ministre de l'Immigration a déclaré qu'il allait « prendre acte » de cette missive onusienne et l'analyser,.

### Réforme du Programme de l’expérience québécoise

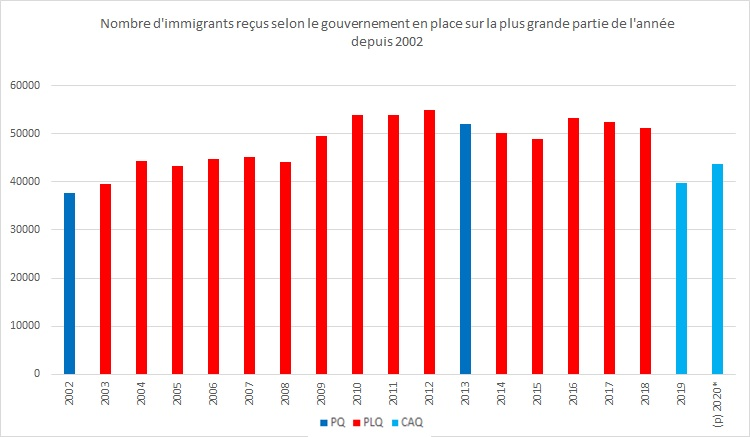
Nombre d'immigrants reçus au Québec selon le gouvernement en place (2002-2020).

Le Programme de l’expérience québécoise (PEQ), chapeauté par le ministère de l'Immigration, de la Francisation et de l'Intégration, est un programme accéléré de sélection des travailleurs qualifiés. Ce programme populaire auprès de la population estudiantine issue de l'immigration et des travailleurs étrangers temporaires permet d'obtenir un certificat de sélection du Québec (CSQ), une étape essentielle en vue de pouvoir immigrer au Québec de façon permanente,,. Créé en 2010 sous l'égide du gouvernement libéral de Jean Charest, le PEQ visait à « inciter les étudiants étrangers à rester dans la province ».
Le 4 juillet 2019, le ministre Jolin-Barrette présente un changement important au Programme de l'expérience québécoise concernant la réception et le traitement des demandes de sélection à titre permanent présentées par des immigrants économiques. Entrée en vigueur le 10 juillet 2019 et effective jusqu'au 1er novembre 2019, cette décision ministérielle enclenche officiellement la suspension temporaire des demandes d'immigration permanente provenant du volet pour les Diplômés du Québec du PEQ.
Le 28 mai 2020, Jolin-Barrette présente une nouvelle proposition pour réformer le PEQ, en concordance avec les intentions de la CAQ de réformer le système d'immigration québécois. Dans un communiqué paru dans la Gazette officielle du Québec, quatre changements principaux au programme sont proposés par le ministre:  
- une meilleure intégration au marché du travail ;
- une sélection plus efficace pour répondre aux besoins du marché du travail ;
- une compétence en français qui facilite l’intégration ;
- une intégrité du programme renforcée.

### Test des valeurs québécoises
Le 30 octobre 2019, Jolin-Barrette présente pour la première fois la mouture de son projet de loi qui vise à faire passer aux travailleurs étrangers qualifiés qui souhaitent immigrer au Québec un test sur les valeurs du Québec. Le test porte particulièrement sur ce qui a trait aux principes démocratiques, juridiques et laïques ainsi que sur la place qu'occupe la langue française et l'égalité entre les hommes et les femmes au sein de la société québécoise.
Le test des valeurs québécoises est officiellement entré en vigueur le 1er janvier 2020,.

## Ministre québécois de la Justice (depuis 2020)
Le 22 juin 2020, en tant que nouveau ministre de la Justice, Jolin-Barrette s'est notamment engagé à « améliorer l’accès à la justice ainsi que la confiance des citoyens envers le système de justice ». Par ailleurs, en devenant ministre de la Justice, Jolin-Barrette est devenu, par le fait même, ministre de la Lutte contre l'Homophobie et la Transphobie. Cette fonction ministérielle étant, depuis 2008, automatiquement attribuée au ministre de la Justice. Les autres fonctions clés occupées par Jolin-Barrette comprennent celles de notaire général du Québec, de procureur général du Québec, de registraire du Québec, de jurisconsulte du lieutenant-gouverneur et membre jurisconsulte du Conseil exécutif du Québec, et enfin celle de gardien du Grand Sceau du Québec.

### Réforme de la Loi 101 et ministre de la Langue française
Le 13 mai 2021, Simon Jolin-Barrette présente en Chambre un projet de loi visant à fortifier la Charte de la langue française au Québec,.
Depuis le 1er juin 2022, il est ministre de la Langue française, poste qu'il est le premier à occuper. Dans ce contexte, il intervient à l'Académie française afin d'évoquer les mesures entreprises par le Québec afin de protéger la langue française au Québec et de lutter contre l'anglicisation de la province. C'est alors la première fois qu'un élu non-chef d'État ou de gouvernement s'exprime à l'Académie française,.

## 43elégislature
Réélu lors des élections générales du 3 octobre 2022, Simon Jolin-Barrette se voit dépouillé de ses responsabilités de ministre de la Langue française désormais attribuées à Jean-François Roberge, et de sa fonction de ministre responsable de la région de la Montérégie confiée à la nouvelle venue Suzanne Roy. Il conserve ses fonctions de leader parlementaire et de ministre de la Justice,.
Le 28 janvier 2025, il se voit confier la responsabilité des Relations canadiennes en plus de ses fonctions de ministre de la Justice et leader parlementaire du gouvernement. Il succède à Jean-François Roberge à ce poste, un changement ministériel justifié par le besoin de l'expertise du Secrétariat du Québec aux relations canadiennes (SQRC) pour la rédaction d'un projet de constitution québécoise,.
Ce mandat découle d'une recommandation du comité Proulx-Rousseau, qui a soumis un rapport en novembre 2024 sur les moyens d'accroître l'autonomie du Québec au sein du Canada. Le gouvernement Legault décide ainsi d'aller de l'avant avec une loi fondamentale pour la province. Simon Jolin-Barrette, qui travaillait déjà sur une telle constitution depuis quelques années, est chargé de déposer un projet de loi à cet effet.
Par ailleurs, cet ajustement ministériel intervient dans un contexte où la Cour suprême du Canada a accepté d'entendre un recours contre la Loi sur la laïcité de l'État, une législation portée par Jolin-Barrette. Le ministre continue ainsi de jouer un rôle central dans les grands dossiers identitaires et institutionnels du Québec.

## Résultats électoraux
|                                                                                               | Nom                            | Parti              | Nombre de voix | %      | Maj.   |
| --------------------------------------------------------------------------------------------- | ------------------------------ | ------------------ | -------------- | ------ | ------ |
|                                                                                               | Simon Jolin-Barrette (sortant) | Coalition avenir   | 22 760         | 51,2 % | 14 114 |
|                                                                                               | Paule Laprise                  | Parti québécois    | 8 646          | 19,5 % | -      |
|                                                                                               | Benoît Landry                  | Québec solidaire   | 6 726          | 15,1 % | -      |
|                                                                                               | Jean-Félix Racicot             | Conservateur       | 3 357          | 7,6 %  | -      |
|                                                                                               | Eribert Charles                | Libéral            | 2 326          | 5,2 %  | -      |
|                                                                                               | Thomas Thibault-Vincent        | Vert               | 463            | 1 %    | -      |
|                                                                                               | Marcel Thibodeau               | Climat Québec      | 93             | 0,2 %  | -      |
|                                                                                               | Stephen Gauthier               | Démocratie directe | 58             | 0,1 %  | -      |
| Total                                                                                         | Total                          | Total              | 44 429         | 100 %  |        |
| Le taux de participation lors de l'élection était de 74,9 % et 488 bulletins ont été rejetés. |                                |                    |                |        |        |

|                                                                                               | Nom                            | Parti               | Nombre de voix | %      | Maj.   |
| --------------------------------------------------------------------------------------------- | ------------------------------ | ------------------- | -------------- | ------ | ------ |
|                                                                                               | Simon Jolin-Barrette (sortant) | Coalition avenir    | 20 852         | 47,8 % | 11 513 |
|                                                                                               | Cédric G.-Ducharme             | Parti québécois     | 9 339          | 21,4 % | -      |
|                                                                                               | Annie Desharnais               | Québec solidaire    | 6 828          | 15,6 % | -      |
|                                                                                               | Martin Nichols                 | Libéral             | 5 012          | 11,5 % | -      |
|                                                                                               | Nicolas Gravel                 | Vert                | 836            | 1,9 %  | -      |
|                                                                                               | André Lecompte                 | Conservateur        | 290            | 0,7 %  | -      |
|                                                                                               | André Martin                   | NPD Québec          | 184            | 0,4 %  | -      |
|                                                                                               | Stéphane Thévenot              | Citoyens au pouvoir | 164            | 0,4 %  | -      |
|                                                                                               | Razz E.                        | Bloc pot            | 135            | 0,3 %  | -      |
| Total                                                                                         | Total                          | Total               | 43 640         | 100 %  |        |
| Le taux de participation lors de l'élection était de 76,4 % et 597 bulletins ont été rejetés. |                                |                     |                |        |        |

|                                                                                               | Nom                       | Parti                        | Nombre de voix | %      | Maj. |
| --------------------------------------------------------------------------------------------- | ------------------------- | ---------------------------- | -------------- | ------ | ---- |
|                                                                                               | Simon Jolin-Barrette      | Coalition avenir             | 14 331         | 33,5 % | 99   |
|                                                                                               | Pierre Duchesne (sortant) | Parti québécois              | 14 232         | 33,3 % | -    |
|                                                                                               | Jean Murray               | Libéral                      | 9 944          | 23,2 % | -    |
|                                                                                               | Jean Falardeau            | Québec solidaire             | 3 678          | 8,6 %  | -    |
|                                                                                               | Marc-Olivier Siouï        | Option nationale             | 246            | 0,6 %  | -    |
|                                                                                               | Gilbert Gour              | Conservateur                 | 225            | 0,5 %  | -    |
|                                                                                               | Michel Lepage             | Parti indépendantiste (2008) | 126            | 0,3 %  | -    |
| Total                                                                                         | Total                     | Total                        | 42 782         | 100 %  |      |
| Le taux de participation lors de l'élection était de 76,8 % et 727 bulletins ont été rejetés. |                           |                              |                |        |      |

|                                                                                               | Nom                          | Parti                        | Nombre de voix | %      | Maj.  |
| --------------------------------------------------------------------------------------------- | ---------------------------- | ---------------------------- | -------------- | ------ | ----- |
|                                                                                               | Bernard Drainville (sortant) | Parti québécois              | 15 506         | 47,1 % | 8 387 |
|                                                                                               | Simon Jolin-Barrette         | Coalition avenir             | 7 119          | 21,6 % | -     |
|                                                                                               | Farida Chemmakh              | Libéral                      | 5 773          | 17,5 % | -     |
|                                                                                               | Carl Lévesque                | Québec solidaire             | 2 702          | 8,2 %  | -     |
|                                                                                               | Olivier Chauvin              | Option nationale             | 832            | 2,5 %  | -     |
|                                                                                               | Mathieu Yargeau              | Vert                         | 648            | 2 %    | -     |
|                                                                                               | Jean Baillargeon             | Coalition constituante       | 244            | 0,7 %  | -     |
|                                                                                               | Yves Ménard                  | Parti indépendantiste (2008) | 94             | 0,3 %  | -     |
| Total                                                                                         | Total                        | Total                        | 32 918         | 100 %  |       |
| Le taux de participation lors de l'élection était de 71,9 % et 489 bulletins ont été rejetés. |                              |                              |                |        |       |

## Ouvrage
- Simon Jolin-Barrette, J'ai confiance : Réflexions (sans cynisme) d'un jeune politicien, Québec Amérique, 2018, 85 p.